# Jung Chang
Jung Chang (hagyományos kínai: 張戎, pinjin: Zhāng Róng, magyaros: Csang Zsung) (1952. március 25. –) kínai származású, Londonban élő írónő. Legismertebb műve – amely elhozta számára a világhírnevet – az 1991-ben megjelent, három generáció életét feldolgozó Vadhattyúk. A Mao Ce-tungról 2005-ben megjelent életrajz (magyar fordításban: Mao – Az ismeretlen történet) társszerzője.

## Művei

### Vadhattyúk
Ez a 30 nyelvre lefordított, 10 millió példányban elkelt sikerkönyv három generáció életét meséli el: nagyanyja, édesanyja és saját maga élettörténetét a 20. század politikailag zavaros, háborúkkal tarkított Kínájában. A művön keresztül nagyon sokat megtudunk az emberek mindennapi életéről a második kínai–japán háború és az azt követő polgárháborús időszak, valamint Mao Ce-tung rémuralma alatt.
A könyv 1991-ben jelent meg angol nyelven. A műről J. G. Ballard (aki gyerekként szintén Kínában élt a második kínai–japán háború idején) is elismeréssel szólt. Kínában a mű tiltólistán van. Egy kalózkiadása közkézen forog, de még ebből is kivágtak bizonyos, Mao Ce-tungra vonatkozó megjegyzéseket. Egy másik kalózváltozata valószínűleg egy Tajvanon és Hongkongban, szintén kínai nyelven kiadott mű másolata.
Magyarul 1994-ben jelent meg először az Európa Könyvkiadó gondozásában, és azóta már több kiadást is megért. 2003-ban az írónő egy hosszú előszót írt a könyvhöz, amely az újabb magyar kiadásokba is belekerült.

### Mao: Az ismeretlen történet
A Mao Ce-tungról készült, angolul 2005-ben megjelent életrajzot férjével, Jon Halliday-jel közösen írta. A mű rendkívül negatív színben tünteti fel a diktátort. A könyv kiadását 12 év kutatómunkájuk előzte meg. Több száz embert felkerestek a világ legkülönbözőbb részein, akik információval tudtak szolgálni a vezérről – többek között George W. Bush-t, Henry Kissingert és a dalai lámát.
A művet abból a deklarált célból írták meg, hogy az olvasók valóságos képet kapjanak Maóról. Míg ugyanis Hitler és Sztálin neve elválaszthatatlanul összefonódott a gonoszság fogalmával, a kínai diktátorról nagyon keveset tudnak az emberek, ezért hajlamosak alábecsülni gonosztetteit. Magyar fordításban 2006-ban jelent meg, az Európa Könyvkiadó gondozásában.

### Egyéb művei
Angolul a fent felsoroltakon kívül még két könyvét adták ki.
- Az 1986-ban Londonban Madame Sun Yat-Sen: Soong Ching-Ling címmel megjelent, Szun Jat-szen második feleségéről, Szung Csing-lingről írt könyvet szintén férjével, Jon Halliday-jel együtt írta. A könyv alanya a kínai polgárháborúban átállt a kommunistákhoz, és 1949-ben, a Kínai Népköztársaság megalapításakor a népköztársaság elnökhelyettese lett. A kulturális forradalom alatt is Mao Ce-tung oltalmát élvezte. 1981-ben, két héttel a halála előtt a Kínai Népköztársaság tiszteletbeli elnökévé nevezték ki. Ő az egyetlen személy, aki valaha is ezt a címet birtokolta.
- 1994-ben egy antológiát jelentettek meg brit–kínai költők és írók műveiből, három Londonban élő, kínai származású szerző: Jung Chang, Lynn Pan és Henry Zhao válogatásában – Another province: new Chinese writing from London címmel. A versek és novellák egy részét angolul, más részét kínai nyelven írták – ezek mellett angol fordítás szerepel. Az előszót Jung Chang írta.[4]

## Magyarul
- Jung Chang: Vadhattyúk. Kína három lánya; ford. Kalmár Éva, Révész Ágota; Európa, Budapest, 2011 ISBN 978-963-079-130-4
- Jung Chang–Jon Hallidayː Mao. Az ismeretlen történet; ford. Frank Orsolya, Latorre Ágnes, Révész Ágota; Európa, Budapest, 2006 ISBN 978-963-078-158-9
- Jung Chang: Jung Chang: Nagytestvér, Kistestvér, Vöröstestvér; ford. Lázár Júlia; Európa, Budapest, 2021 ISBN 9789635043491

## Fordítás
- Ez a szócikk részben vagy egészben  a   Jung Chang című angol Wikipédia-szócikk ezen változatának fordításán alapul.  Az eredeti cikk szerkesztőit annak laptörténete sorolja fel. Ez a jelzés csupán a megfogalmazás eredetét és a szerzői jogokat jelzi, nem szolgál a cikkben szereplő információk forrásmegjelöléseként.